# Silke Günther
Silke Günther (* 29. Dezember 1976 in Berlin) ist eine ehemalige deutsche Ruderin.

## Karriere
Günthers internationale Karriere begann bei den Junioren-Weltmeisterschaften 1994, als sie mit dem Achter den Titel gewann. 1996 belegte sie den dritten Platz im Zweier ohne Steuerfrau bei den U23-Weltmeisterschaften. Ab 1997 gehörte sie zum deutschen Frauenachter, mit dem sie bei den Weltmeisterschaften 1997 den fünften Platz belegte. 1998 und 1999 belegte der Achter jeweils den sechsten Platz. Bei den Weltmeisterschaften 2001 belegte Günther mit dem Achter den dritten Platz. 2002 siegte der deutsche Frauenachter bei allen drei Regatten im Ruder-Weltcup, bei den Weltmeisterschaften erhielt das Boot wie im Vorjahr die Bronzemedaille. 2003 belegte der deutsche Frauenachter im Ruder-Weltcup zweimal den zweiten Platz, gewann aber die Goldmedaille bei den Weltmeisterschaften in Mailand. In der Saison 2004 belegte der Achter in den Weltcupregatten die Plätze eins, drei und sechs und erreichte den fünften Platz bei den Olympischen Spielen in Athen. Nach dem sechsten Platz mit dem Achter bei den Weltmeisterschaften 2005 gehörte sie 2006 erstmals seit 1997 nicht mehr zum deutschen Frauenachter.
Bei den Weltmeisterschaften 2007 gewann Silke Günther mit dem Vierer ohne Steuerfrau die Silbermedaille. Bei den Europameisterschaften 2007 ruderte sie wieder im Frauenachter und gewann auch hier eine Silbermedaille. 2010 kehrte sie ein weiteres Mal in den deutschen Frauenachter zurück, sie gewann die Bronzemedaille bei den Europameisterschaften und belegte den siebten Platz bei den Weltmeisterschaften.
Die aus Ost-Berlin stammende Ruderin startete für die Rudergemeinschaft Rotation Berlin. Sie gewann von 1997 bis 2003 sieben deutsche Meistertitel in Folge mit dem Achter. Hinzu kamen weitere Meistertitel im Vierer ohne Steuerfrau (1998, 2002, 2010) und im Zweier ohne Steuerfrau (2002, 2003). Die 1,76 m große Ruderin startete in den späteren Jahren ihrer Karriere auch für den Mainzer Ruder-Verein von 1878 und den Heidelberger Ruderklub.